# Місячне божество

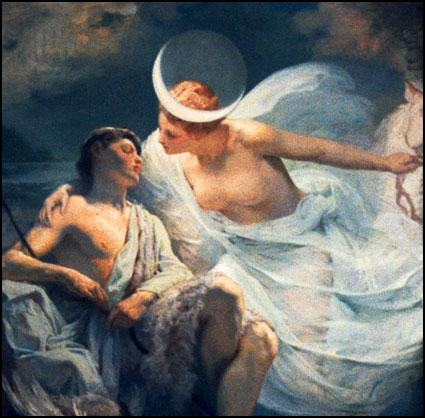
Селена та Ендіміон, художник Альберт Облет

Місячне божество або Богиня Місяця — це божество, яке представляє Місяць або його аспект. Ці божества можуть мати різні функції та традиції залежно від культури, але вони часто пов'язані. Місячні божества та поклоніння Місяцю можна знайти протягом більшої частини історії в різних формах.

## Місяць у релігії та міфології
Багато культур прямо пов’язували 29,5-денний місячний цикл із жіночими менструальними циклами, про що свідчить спільне мовне коріння слів «менструація» та «місяць» у багатьох мовних сім’ях. Це ототожнення не було універсальним, про що свідчить той факт, що не всі божества місяця є жінками. Тим не менш, багато відомих міфологій містять богинь місяця, включаючи грецьку богиню Селену, римську богиню Місяць і китайську богиню Чан'е. Декілька богинь, включаючи Артеміду, Гекату та Ісіду, спочатку не мали місячних аспектів і отримали їх лише пізно в античності через синкретизм із де-факто греко-римським місячним божеством Селеною/Місяцем.